# Sarcobatus baileyi
Sarcobatus baileyi är en tvåhjärtbladig växtart som beskrevs av Frederick Vernon Coville. Sarcobatus baileyi ingår i släktet Sarcobatus och familjen Sarcobataceae. Inga underarter finns listade i Catalogue of Life.

## Bildgalleri

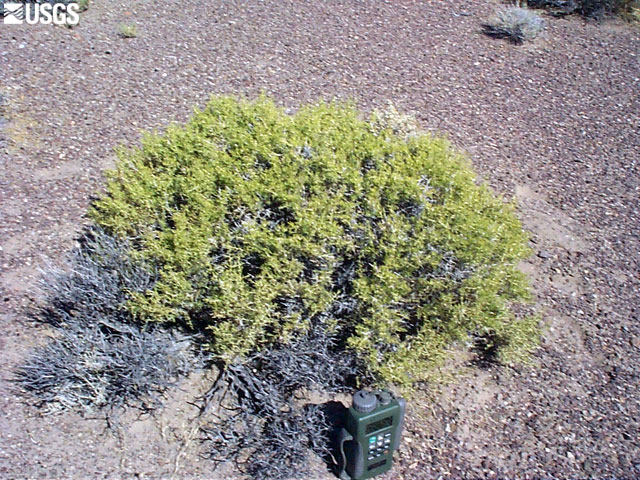